# Malibu
Malibu er en velhavende strandby i Los Angeles County, Californien. I 2010 var byens befolkning på 12.645. Malibu består af 34 km lang strimmel af Stillehavets kystlinje. Den har kælenavnet The 'Bu af surfere og lokale. Fællesskabet er berømt for sine varme sandstrande, og for at være hjemsted for mange Hollywood -filmstjerner og andre, der er forbundet med underholdningsindustrien. Skilte omkring byen proklamere med "27 miles af naturskøn skønhed", med henvisning til Malibus oprindelige længde på 27 miles (43 km), før byen blev stiftet i 1991.
De fleste af Malibus indbyggere bor inden for et par hundrede meter fra Pacific Coast Highway (State Route 1), der gennemløber byen, men nogle beboere, lever op til en kilometer væk fra stranden op af de smalle kløfter, og mange flere beboere i de personlige canyon-områder identificerer Malibu som deres hjemby. Byen er også afgrænset (mere eller mindre) af Topanga Canyon til øst, Santa Monica Mountains bestående af Agoura Hills, Calabasas, og Woodland Hills mod nord, Stillehavet mod syd, og Ventura County mod vest.